# Chrysolina
Chrysolina Motschulsky, 1860 è un genere di coleotteri della famiglia dei Crisomelidi.

## Distribuzione e habitat
Si tratta di un genere diffuso principalmente in Eurasia, dove si trova circa il 90% delle specie totali; è presente inoltre in Africa e in Nord America, qui con meno di venti specie, di cui tre importate per il controllo di vegetali infestanti.

## Tassonomia

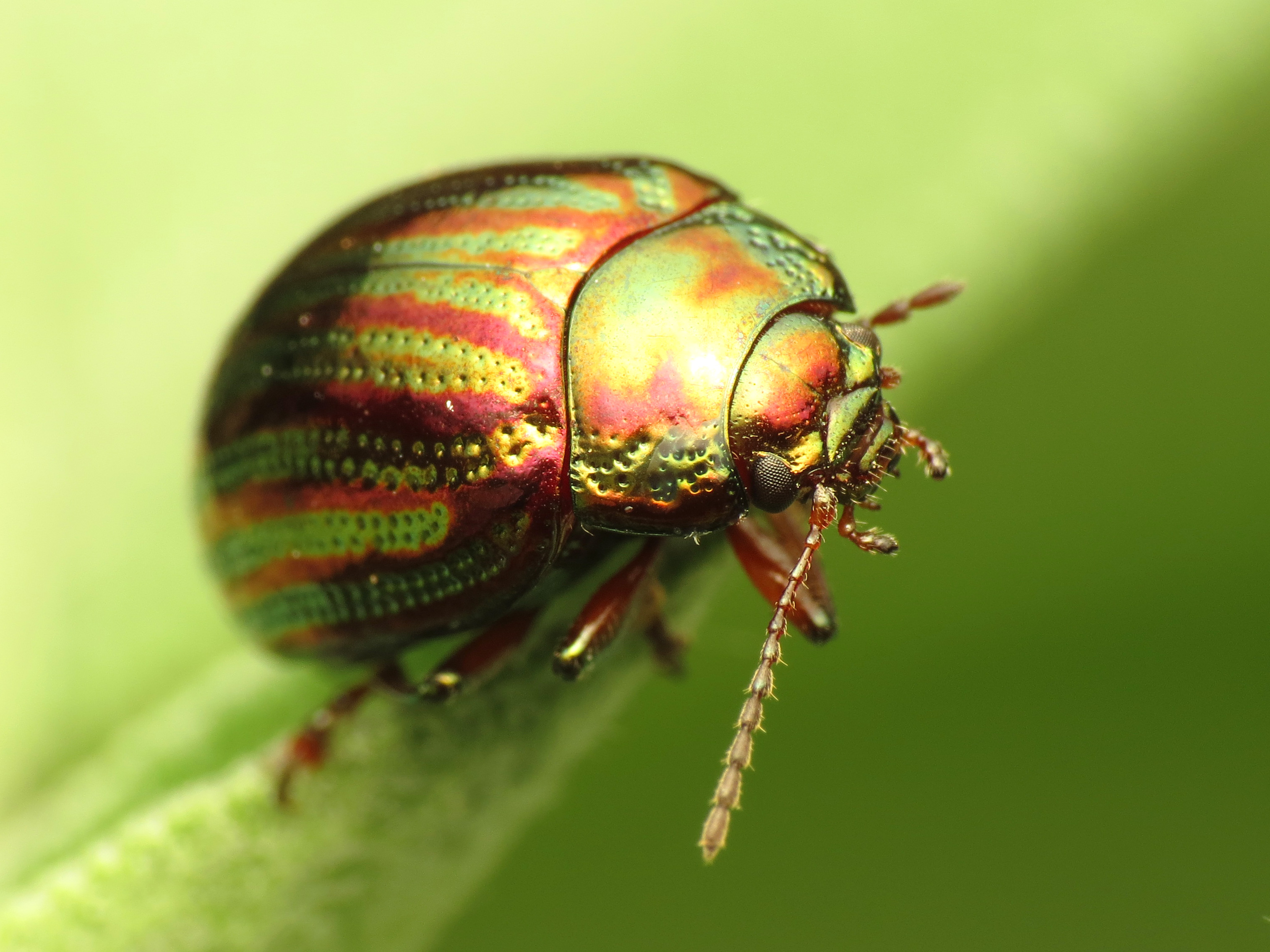
Chrysolina americana

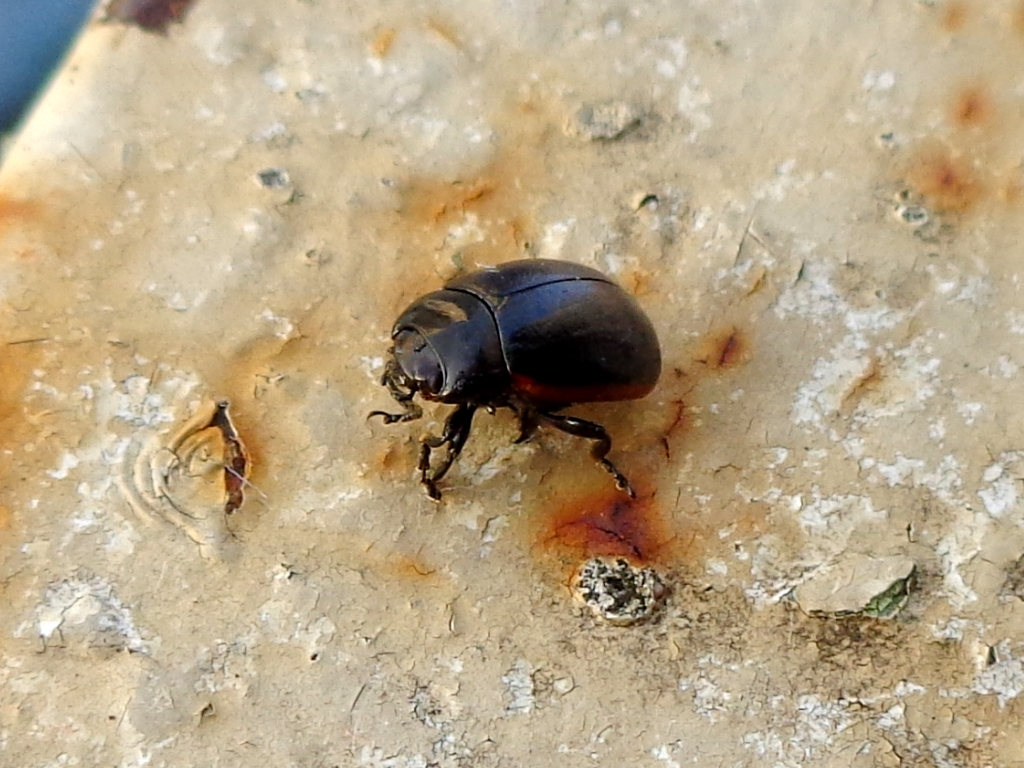
Chrysolina analis

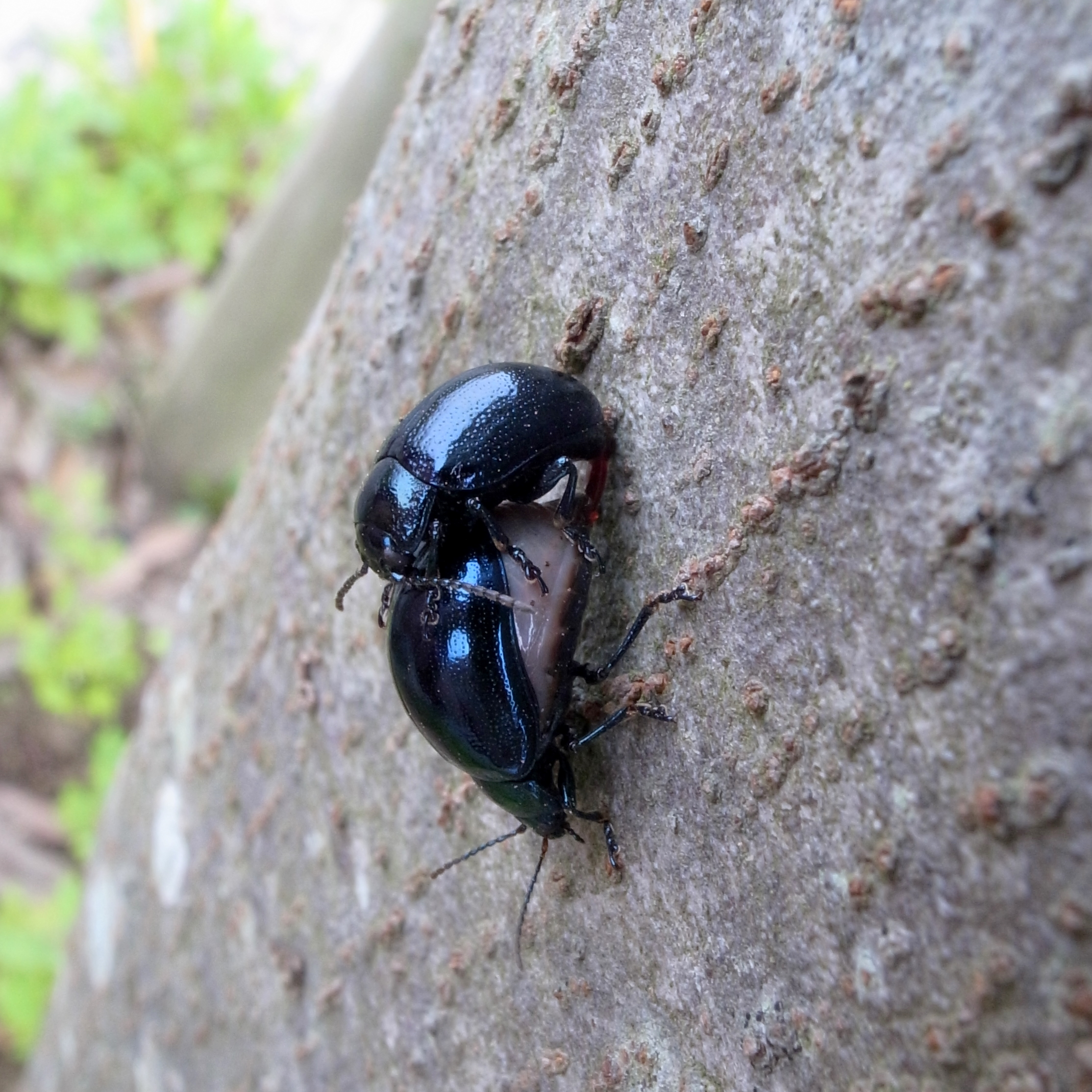
Chrysolina aurichalcea

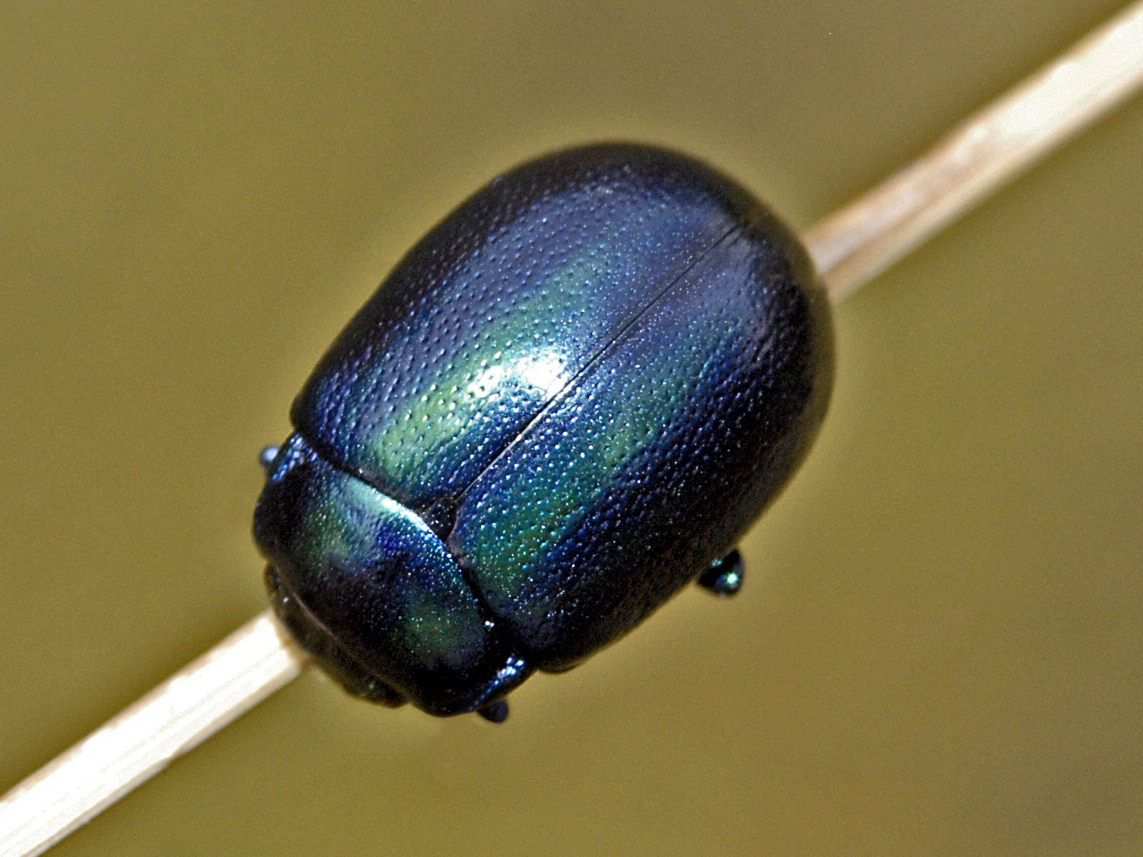
Chrysolina cerealis

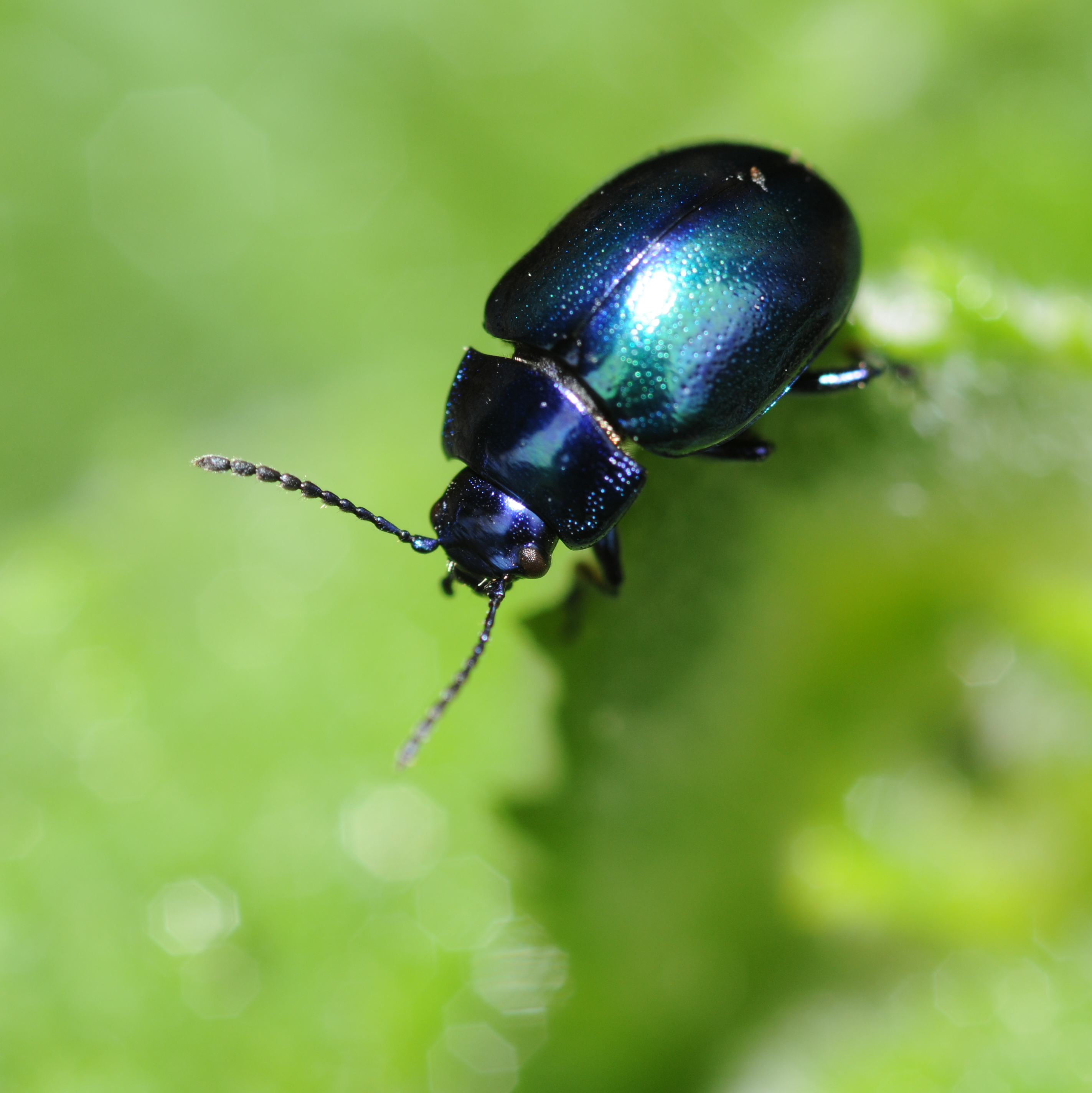
Chrysolina coerulans

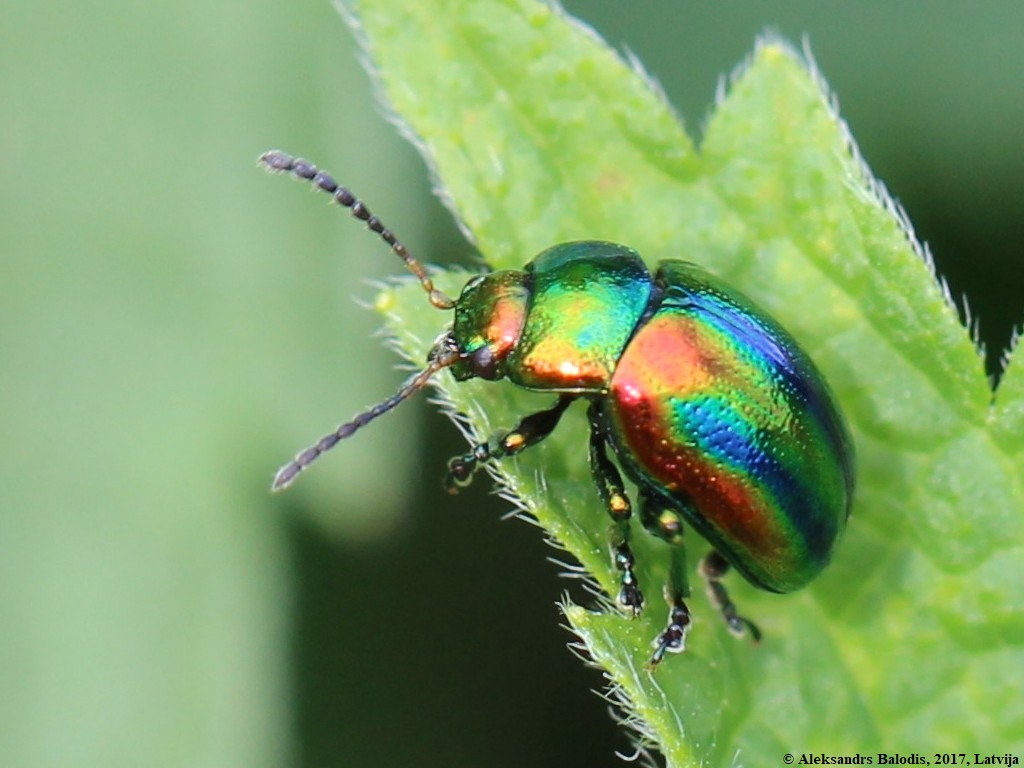
Chrysolina fastuosa

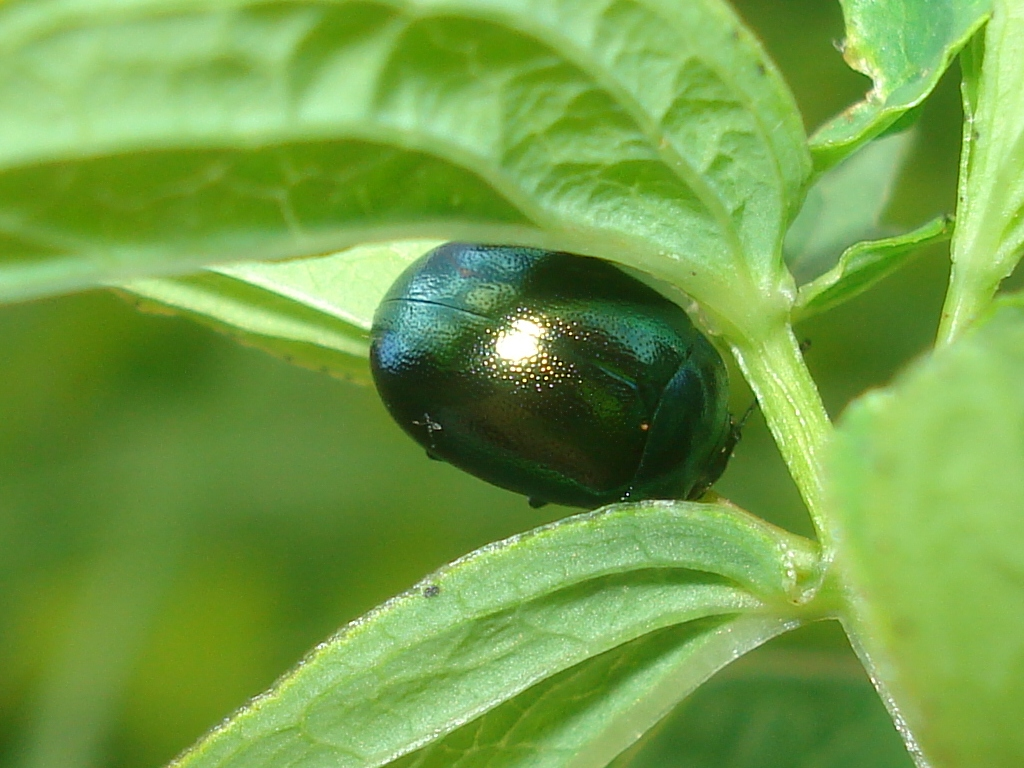
Chrysolina globipennis

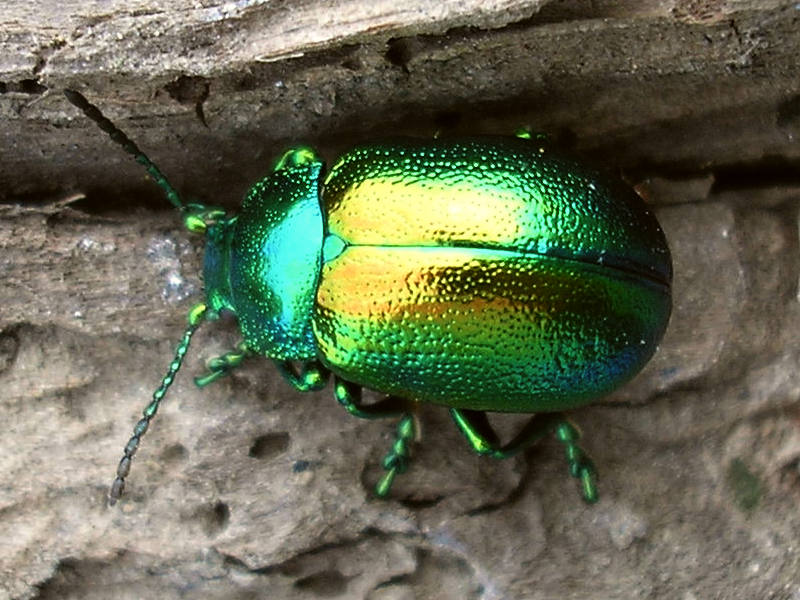
Chrysolina graminis

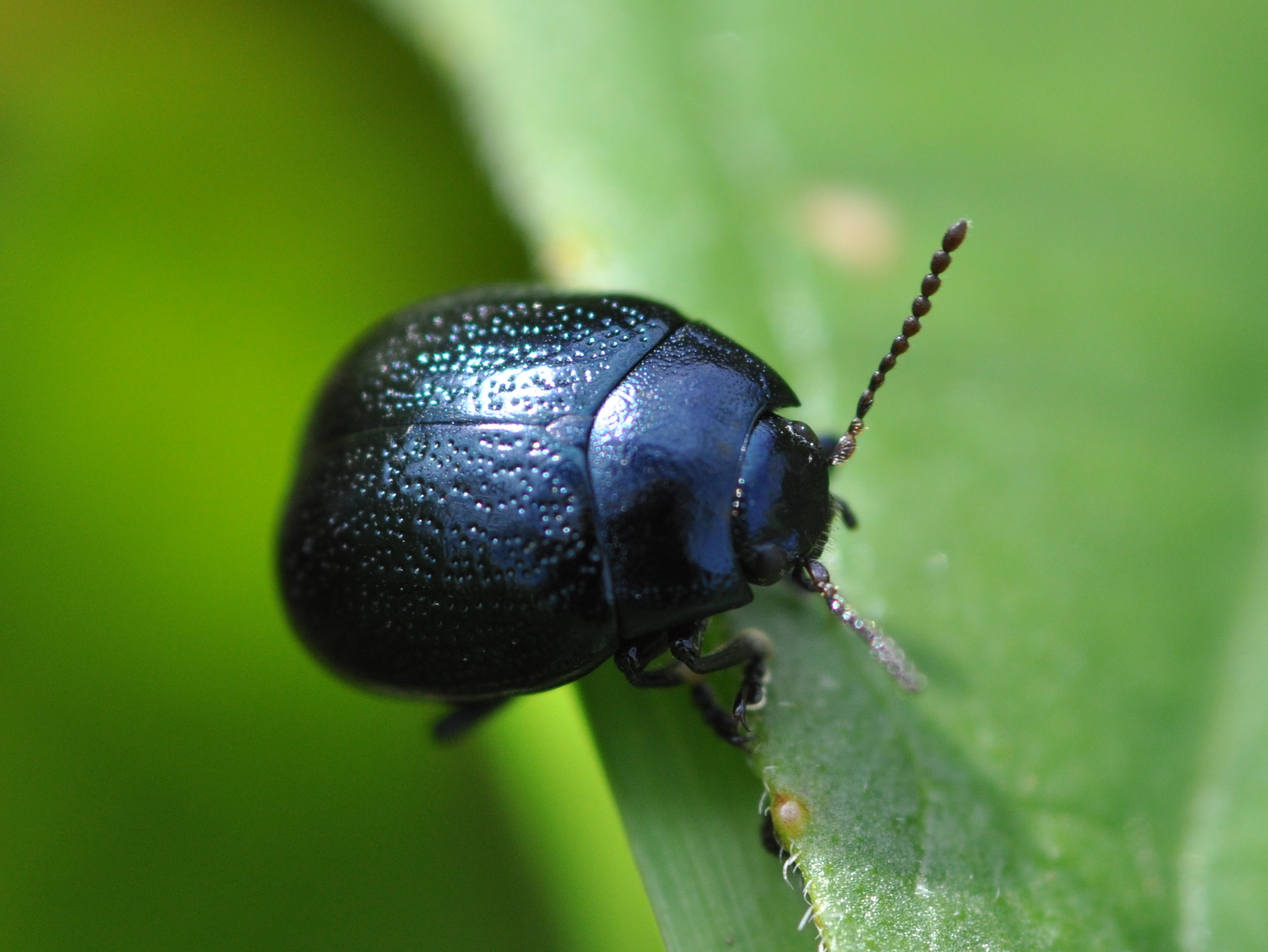
Chrysolina haemoptera

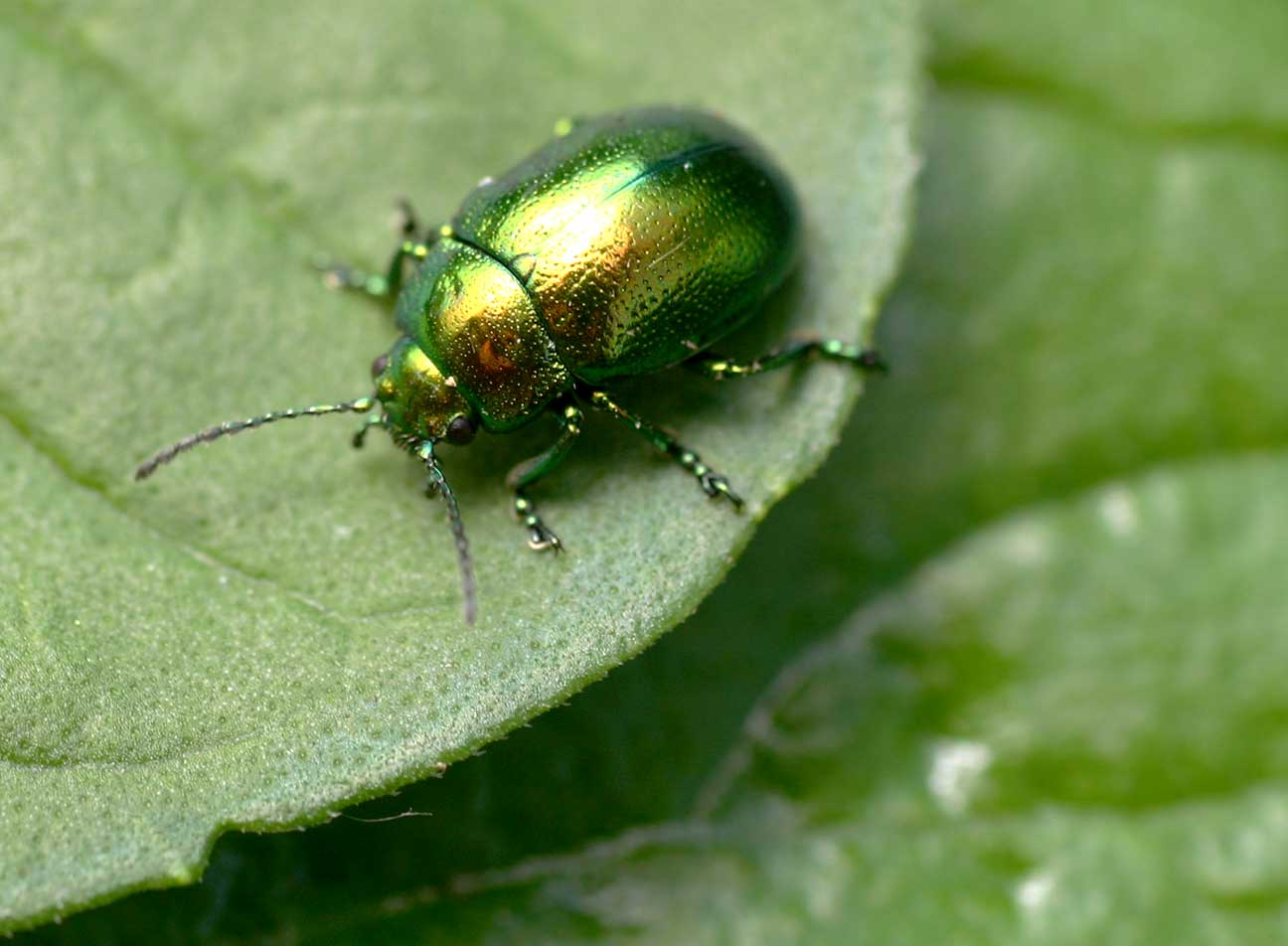
Chrysolina herbacea

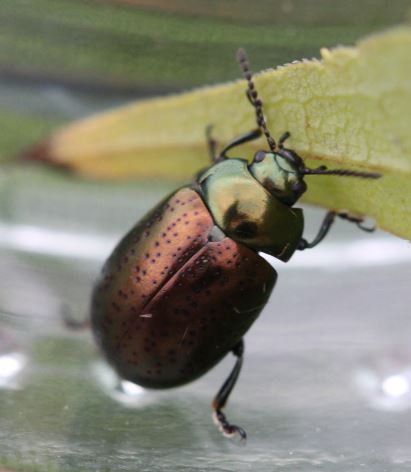
Chrysolina hyperici

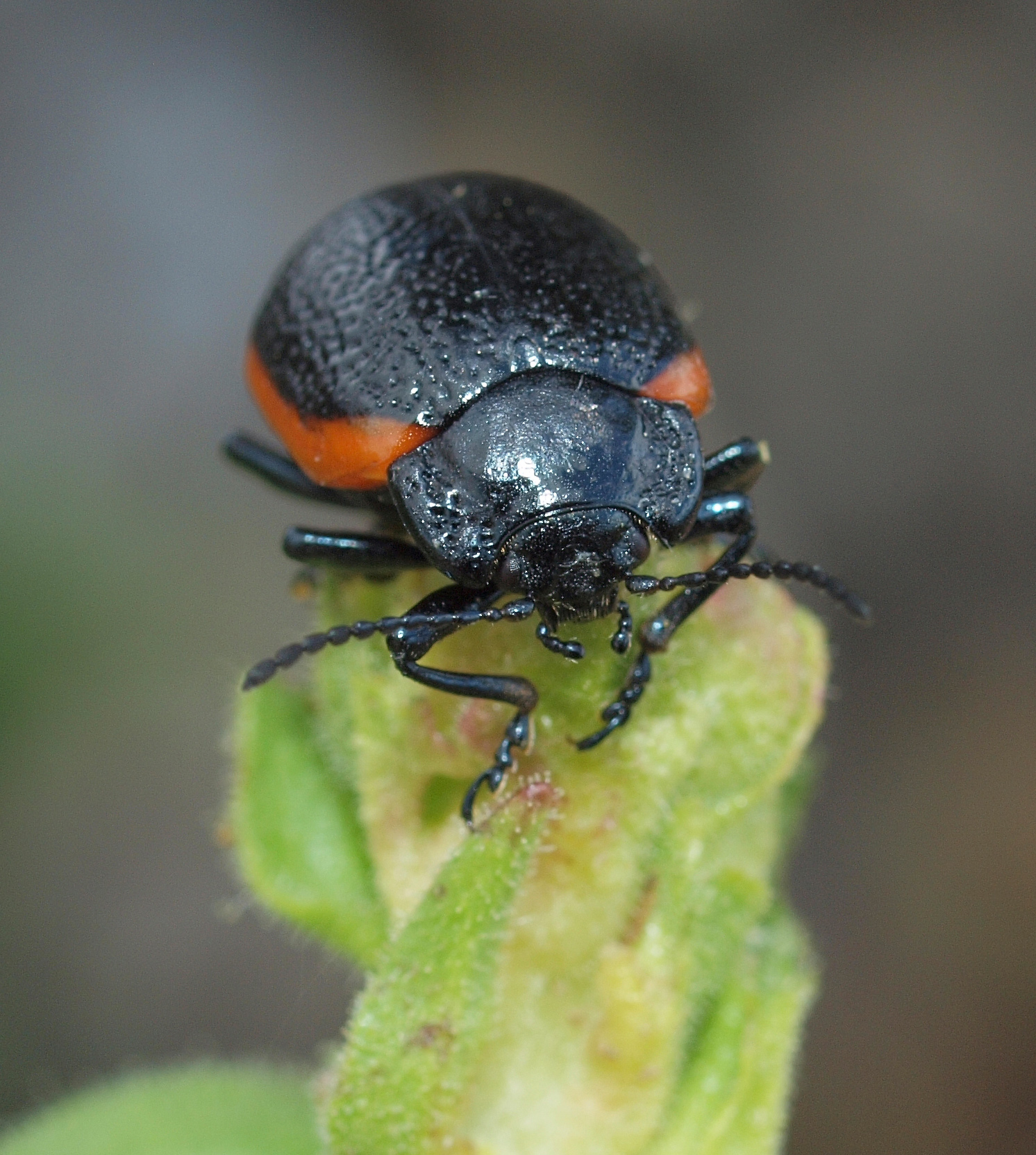
Chrysolina kuesteri

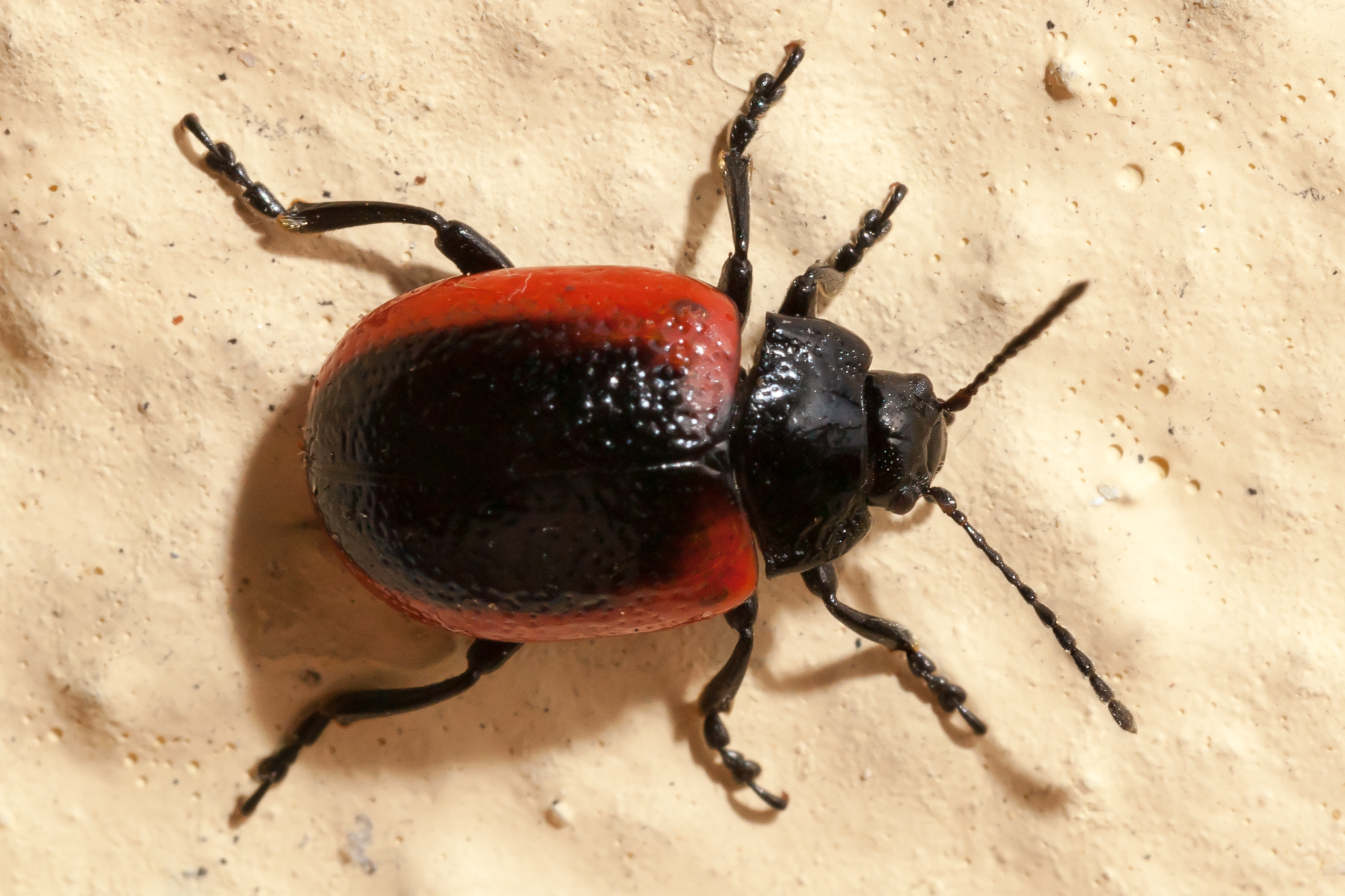
Chrysolina limbata

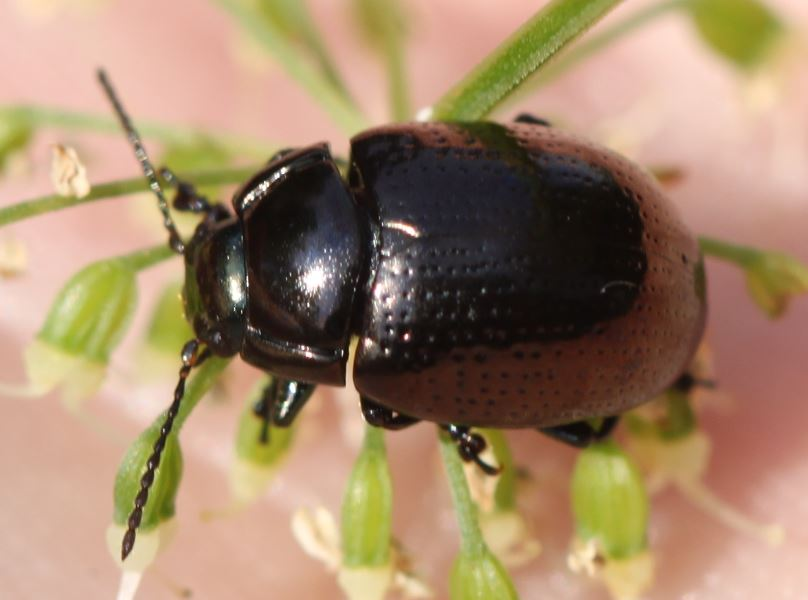
Chrysolina oricalcia

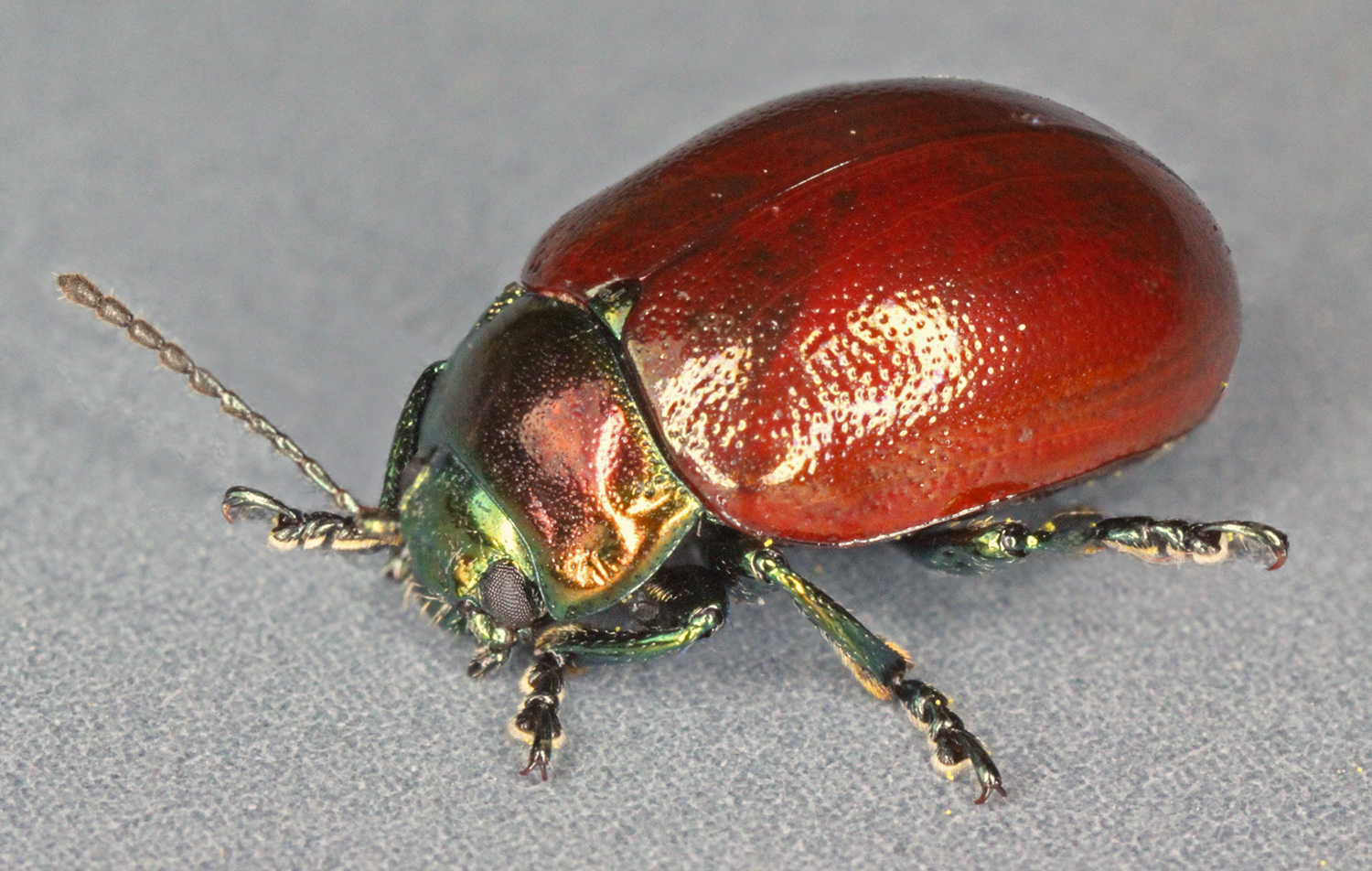
Chrysolina polita

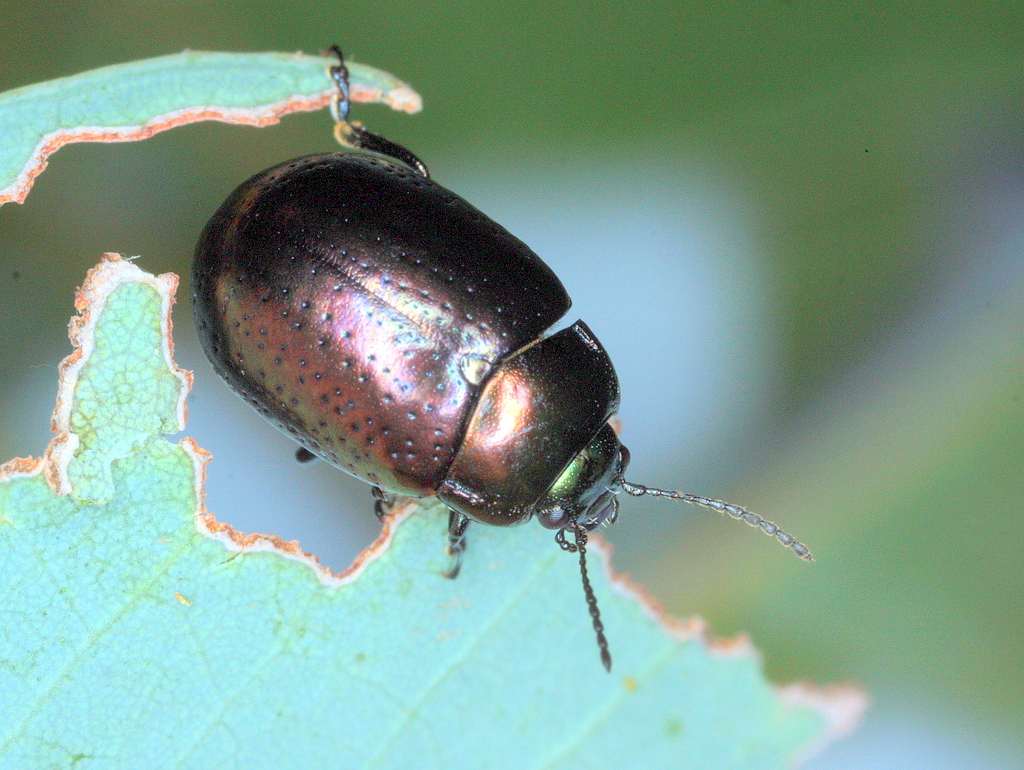
Chrysolina quadrigemina

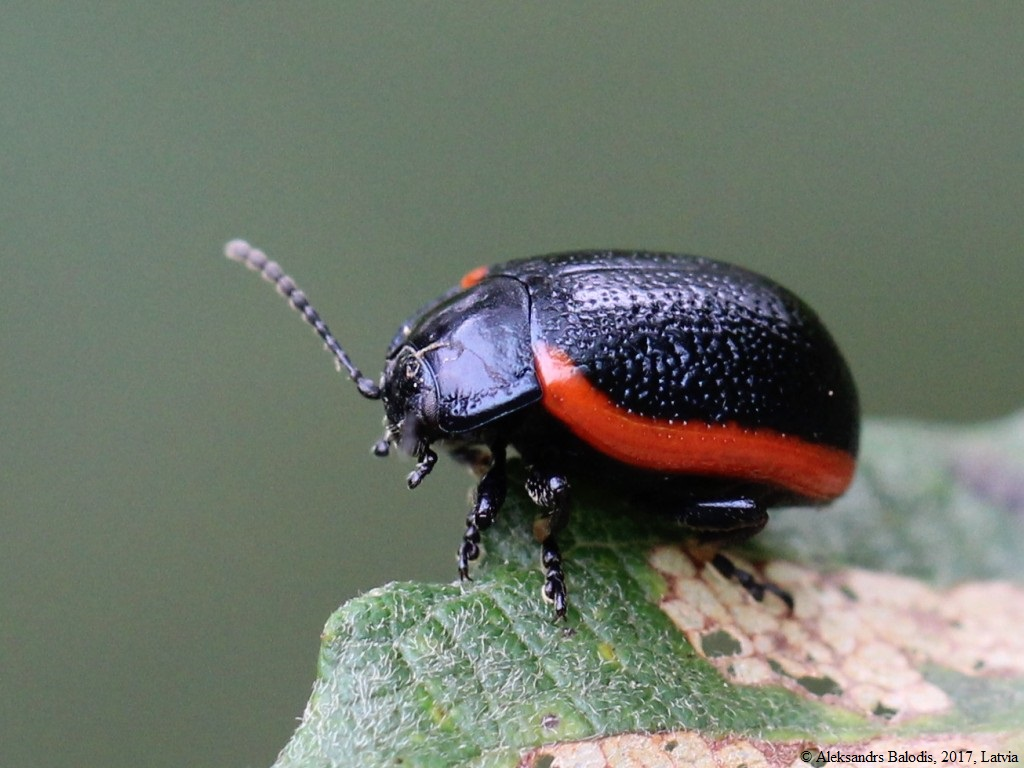
Chrysolina sanguinolenta

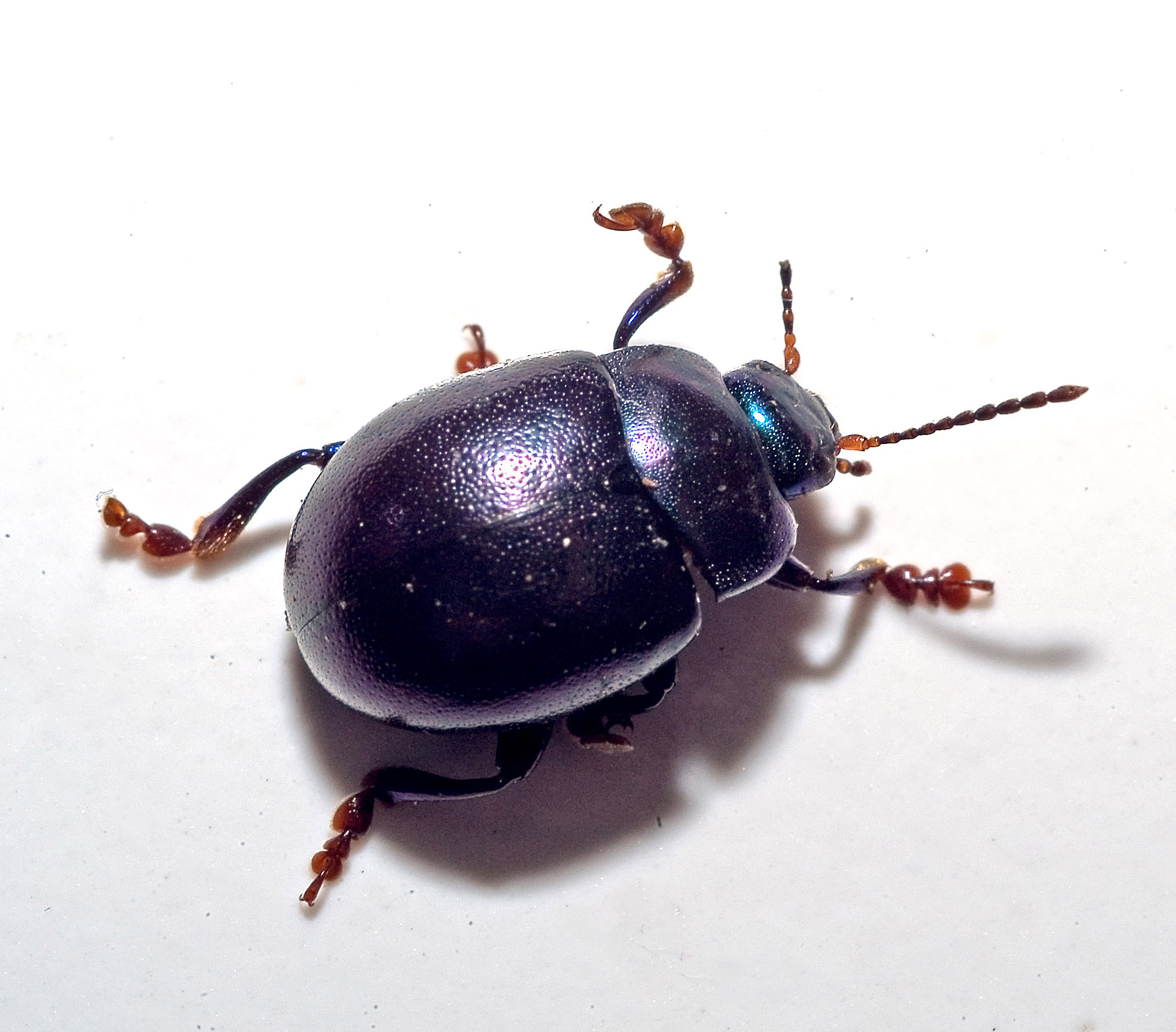
Chrysolina staphylaea

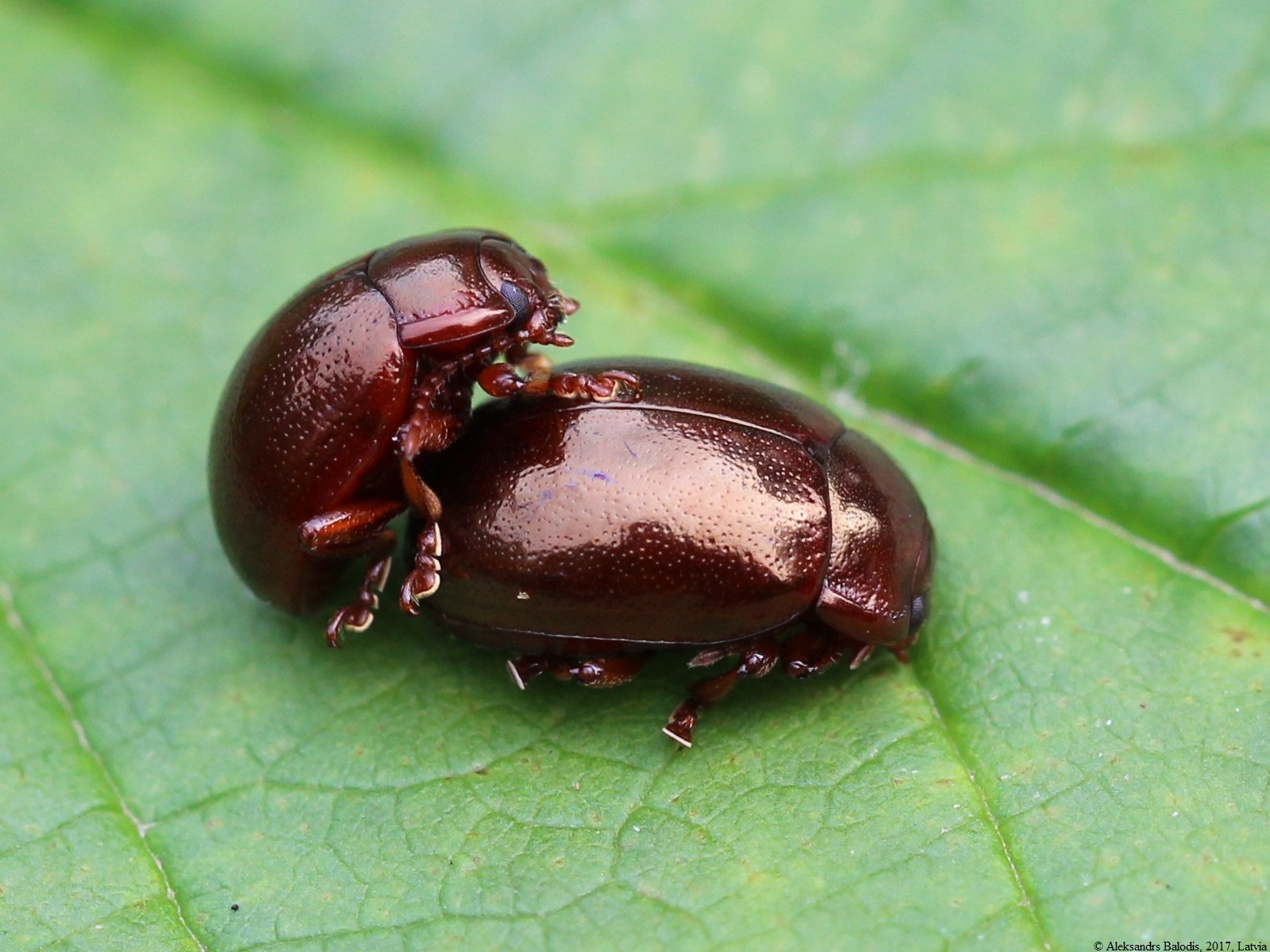
Chrysolina sturmi

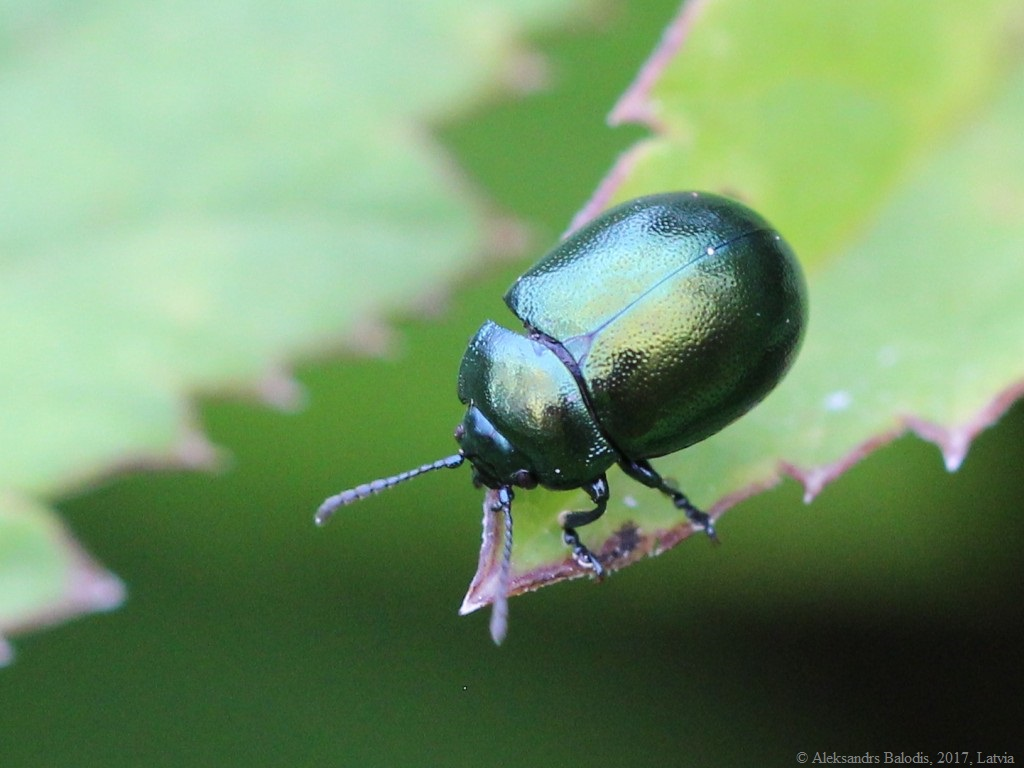
Chrysolina varians

Il genere comprende le seguenti specie, divise in trentanove sottogeneri:

- Sottogenere Allochrysolina Bechyné, 1850
  - Chrysolina confossa
  - Chrysolina fuliginosa
  - Chrysolina lepida
  - Chrysolina opacicollis
- Sottogenere Allohypericia Bechyné, 1950
  - Chrysolina aeruginosa
  - Chrysolina arctica
  - Chrysolina auripennis
  - Chrysolina basilaris
  - Chrysolina campestris
  - Chrysolina cribaria
  - Chrysolina cribraria
  - Chrysolina cyanea
  - Chrysolina inornata
  - Chrysolina koltzei
  - Chrysolina nyalamana
  - Chrysolina peninsularis
  - Chrysolina perforata
  - Chrysolina purpurata
  - Chrysolina stalii
  - Chrysolina zangana
- Sottogenere Anopachys Motschulsky, 1860
  - Chrysolina asclepiadis
  - Chrysolina aurichalcea
  - Chrysolina eurina
  - Chrysolina gensanensis
  - Chrysolina lineella
  - Chrysolina lineigera
  - Chrysolina neglecta
  - Chrysolina pala
  - Chrysolina quadrangulata
  - Chrysolina relucens
  - Chrysolina schatzmayri
- Sottogenere Arctolina Kontkanen, 1959
  - Chrysolina septentrionalis
- Sottogenere Atechna Chevrolat, 1833
  - Chrysolina catenata
  - Chrysolina clathrata
  - Chrysolina coelophoroides
  - Chrysolina consimilis
  - Chrysolina dissoluta
  - Chrysolina duodecimguttata
  - Chrysolina fasciata
  - Chrysolina progressa
  - Chrysolina scotti
- Sottogenere Bechynia Bourdonne, 1977
  - Chrysolina milleri
  - Chrysolina philotesia
  - Chrysolina platypoda
  - Chrysolina substrangulata
- Sottogenere Bittotaenia Motschulsky, 1860
  - Chrysolina aeneipennis
  - Chrysolina brancuccii
  - Chrysolina compuncta
  - Chrysolina salviae
- Sottogenere Cecchiniola Jacobson, 1908
  - Chrysolina platyscelidina
- Sottogenere Centoptera Motschulsky, 1860
  - Chrysolina bicolor
- Sottogenere Chalcoidea Motschulsky, 1860
  - Chrysolina amasiensis
  - Chrysolina analis
  - Chrysolina carnifex
  - Chrysolina cinctipennis
  - Chrysolina curvilinea
  - Chrysolina hyrcana
  - Chrysolina interstincta
  - Chrysolina marginata
- Sottogenere Chrysolina Motschulsky, 1860
  - Chrysolina bankii
  - Chrysolina costalis
  - Chrysolina fortunata
  - Chrysolina staphylaea
  - Chrysolina wollastoni
- Sottogenere Chrysolinopsis Bechyné, 1950
  - Chrysolina americana
- Sottogenere Chrysomorpha Motschulsky, 1860
  - Chrysolina cerealis
- Sottogenere Colaphodes Motschulsky, 1860
  - Chrysolina bigorrensis
  - Chrysolina haemoptera
- Sottogenere Colaphoptera Motschulsky, 1860
  - Chrysolina biharica
  - Chrysolina blanchei
  - Chrysolina crassicollis
  - Chrysolina globosa
  - Chrysolina hemisphaerica
  - Chrysolina lapidaria
  - Chrysolina marcasitica
  - Chrysolina planicollis
  - Chrysolina pliginskii
  - Chrysolina rufa
  - Chrysolina umbratilis
- Sottogenere Colaphosoma Motschulsky, 1860
  - Chrysolina sturmi
- Sottogenere Craspeda Motschulsky, 1860
  - Chrysolina furva
  - Chrysolina jenisseiensis
  - Chrysolina limbata
- Sottogenere Erythrochrysa Bechyné, 1850
  - Chrysolina polita
- Sottogenere Euchrysolina Bechyné, 1850
  - Chrysolina graminis
  - Chrysolina virgata
- Sottogenere Fastuolina Motschulsky, 1860
  - Chrysolina fastuosa
- Sottogenere Heliostola Motschulsky, 1860
  - Chrysolina carpathica
  - Chrysolina lichenis
  - Chrysolina schneideri
- Sottogenere Hypericia Bedel, 1899
  - Chrysolina brunsvicensis
  - Chrysolina corcyria
  - Chrysolina cuprina
  - Chrysolina didymata
  - Chrysolina difficilis
  - Chrysolina fricata
  - Chrysolina geminata
  - Chrysolina hyperici
  - Chrysolina nikkoensis
  - Chrysolina quadrigemina
- Sottogenere Lithopteroides Strand, 1935
  - Chrysolina exanthematica
- Sottogenere Maenadochrysa Bechyné, 1950
  - Chrysolina affinis
  - Chrysolina aveyronenesis
  - Chrysolina baetica
  - Chrysolina femoralis
  - Chrysolina hyacinthina
  - Chrysolina timarchoides
- Sottogenere Medvedevlevna Özdikmen, 2008
  - Chrysolina pudica
- Sottogenere Melasomoptera Bechyné, 1950
  - Chrysolina grossa
  - Chrysolina lucida
  - Chrysolina lutea
- Sottogenere Mimophaedon Bourdonné, 1996
  - Chrysolina pourtoyi
- Sottogenere Ovosoma Motschulsky, 1860
  - Chrysolina atrovirens
  - Chrysolina cretica
  - Chrysolina halysa
  - Chrysolina orientalis
  - Chrysolina rhodia
  - Chrysolina sahlbergi
  - Chrysolina turca
  - Chrysolina vernalis
- Sottogenere Ovostoma Motschulsky, 1860
  - Chrysolina globipennis
  - Chrysolina olivieri
- Sottogenere Palaeosticta Bechyné, 1952
  - Chrysolina diluta
  - Chrysolina kocheri
  - Chrysolina numida
  - Chrysolina pardoi
  - Chrysolina ruffoi
- Sottogenere Pleurosticha Motschulsky, 1860
  - Chrysolina susterai
- Sottogenere Rhyssoloma Wollaston, 1854
  - Chrysolina fragariae
- Sottogenere Sphaeromela Bedel, 1899
  - Chrysolina varians
- Sottogenere Stichoptera Motschulsky, 1860
  - Chrysolina colasi
  - Chrysolina grancanariensis
  - Chrysolina gypsophilae
  - Chrysolina kuesteri
  - Chrysolina latecincta
  - Chrysolina lucidicollis
  - Chrysolina mactata
  - Chrysolina pavlenkoi
  - Chrysolina rossia
  - Chrysolina sanguinolenta
  - Chrysolina stachydis
  - Chrysolina variolosa
- Sottogenere Sulcicollis Sahlberg, 1913
  - Chrysolina chalcites
  - Chrysolina oricalcia
  - Chrysolina peregrina
  - Chrysolina rufoaenea
- Sottogenere Synerga Weise, 1900
  - Chrysolina coerulans
  - Chrysolina herbacea
  - Chrysolina suffriani
  - Chrysolina viridana
- Sottogenere Taeniosticha Motschulsky, 1860
  - Chrysolina reitteri
  - Chrysolina taygetana
- Sottogenere Threnosoma Motschulsky, 1860
  - Chrysolina cribrosa
  - Chrysolina fimbrialis
  - Chrysolina helopioides
  - Chrysolina inflata
  - Chrysolina joliveti
  - Chrysolina obenbergeri
  - Chrysolina obscurella
  - Chrysolina osellai
  - Chrysolina tagana
  - Chrysolina weisei
- Sottogenere Vittatochrysa Lopatin, 1977
  - Chrysolina nigrovittata